# Bradybatus kellneri

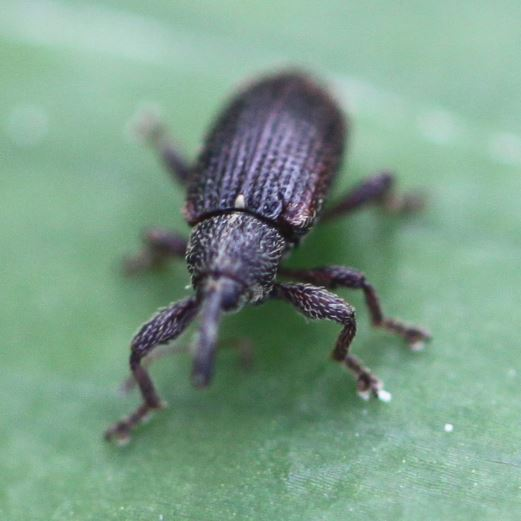
Frontansicht

Bradybatus kellneri ist ein Käfer aus der Familie der Rüsselkäfer (Curculionidae). Die zugehörige Gattung Bradybatus ist in Europa mit sieben Arten vertreten. Bradybatus kellneri wird der Untergattung Bradybatus zugeordnet.

## Merkmale
Die Käfer sind 3,4–4,3 mm lang. Sie sind variabel gefärbt. Die meist schwarzen Käfer weisen häufig an verschiedenen Stellen eine rötliche Färbung auf. Sie besitzen einen schmalen Rüssel. Die Fühlergeißel ist 6-gliedrig. Der relativ schmale Halsschild ist seitlich schwach gerundet. Die Basis des Halsschildes ist merklich schmäler als die Basis der Flügeldecken. Die gedrungenen Flügeldecken sind zwischen 1,6 und 1,9 mal länger als breit. Die Flügeldeckenzwischenräume sind entweder nur mit einfachen Haarreihen (Nominatform) oder mit zwei Querbinden aus hellen Schuppenhaaren in der Hinterhälfte versehen. Die vorderen Femora weisen einen kleinen nadelförmigen Zahn auf.

## Verbreitung
Das Vorkommen von Bradybatus kellneri reicht von Europa bis nach Vorderasien. In Europa erstreckt sich das Verbreitungsgebiet von Süd-Skandinavien und dem Baltikum über Mitteleuropa bis nach Frankreich und Italien.

## Lebensweise
Die Art ist univoltin, das heißt, sie bildet eine Generation pro Jahr aus. Die Käfer beobachtet man am häufigsten im Frühjahr zwischen Mitte März und Ende Mai. In dieser Zeit findet die Paarung und Eiablage statt. Die Larven entwickeln sich in den Früchten verschiedener Ahorn-Arten (Acer), darunter Feld-Ahorn (Acer campestre), Kalabrischer Ahorn (Acer lobelii), Französischer Ahorn (Acer monspessulanum), Schneeball-Ahorn (Acer opalus) und Spitz-Ahorn (Acer platanoides). In den Früchten findet auch die Verpuppung statt. Die Käfer der neuen Generation erscheinen im Herbst und überwintern im Laub.

## Gefährdung
Die Art gilt in Deutschland als ungefährdet.

## Taxonomie
In der Literatur finden sich folgende Synonyme:
- Bradybatus apicalis Pic, 1902
- Bradybatus carbonarius Reitter, 1884
- Bradybatus nigripes Reitter, 1898
- Bradybatus rufipennis Reitter, 1898
- Bradybatus subfasciatus Gerstaecker, 1855